# Karma dla zwierząt domowych

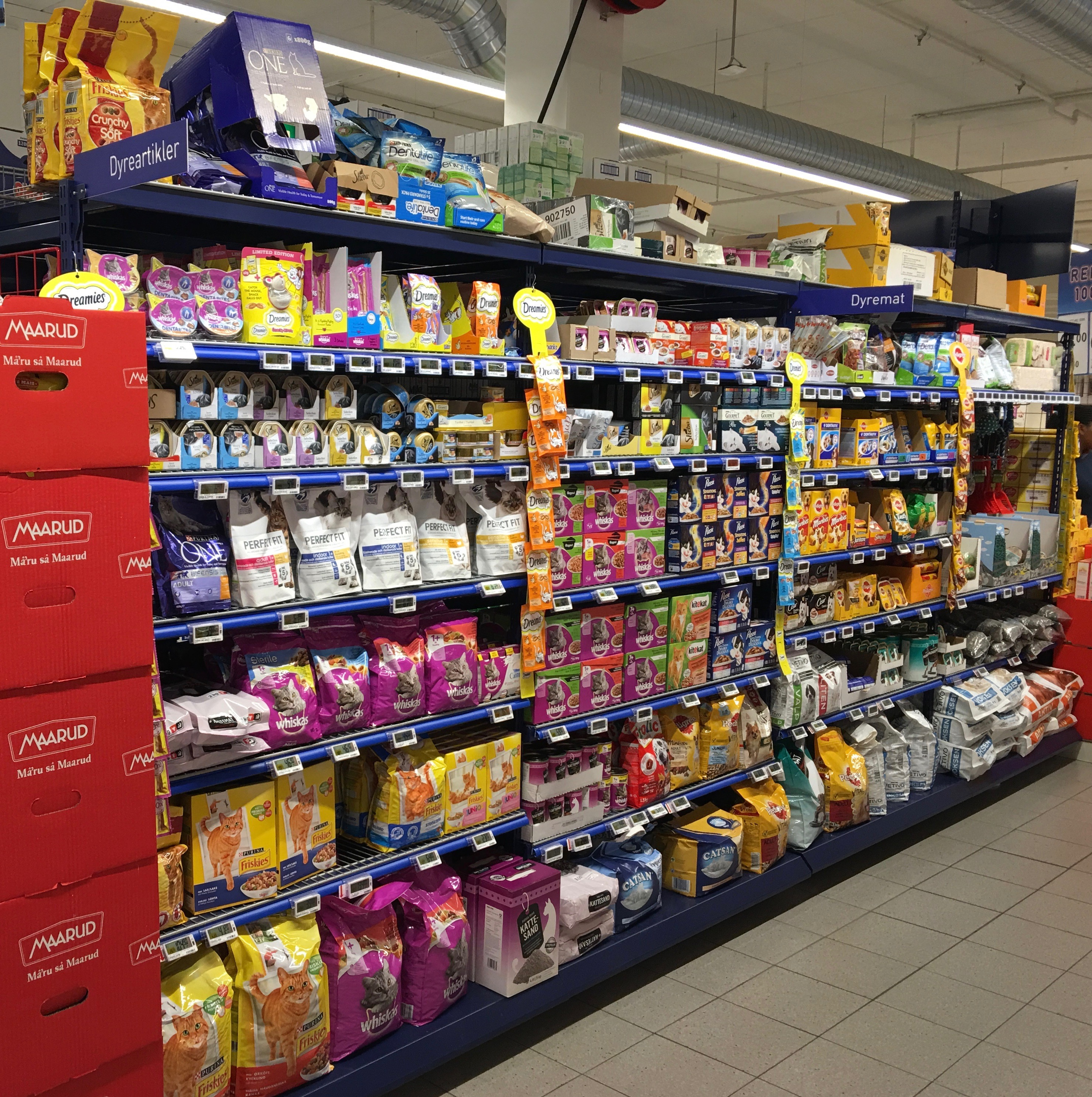
Regał z karmami dla zwierząt domowych w sklepie w Norwegii

Karma dla zwierząt domowych – pokarm przeznaczony do spożycia przez zwierzęta domowe. Przeznaczona jest zazwyczaj dla konkretnego gatunku zwierzęcia, np. karma dla psów lub kotów. Część mięsa wykorzystywanego w produkcji karmy dla zwierząt jest produktem ubocznym przemysłu spożywczego i spełnia normy dopuszczające do spożycia przez ludzi. Powszechnie dostępnymi rodzajami karmy dla zwierząt domowych są mokre karmy (w puszkach i saszetkach), suche granulaty oraz inne przysmaki (mogące być wykorzystywane jako nagroda np. w trakcie szkolenia zwierzęcia) oraz produkty specjalnego przeznaczenia (np. gryzaki do żucia dla psów).

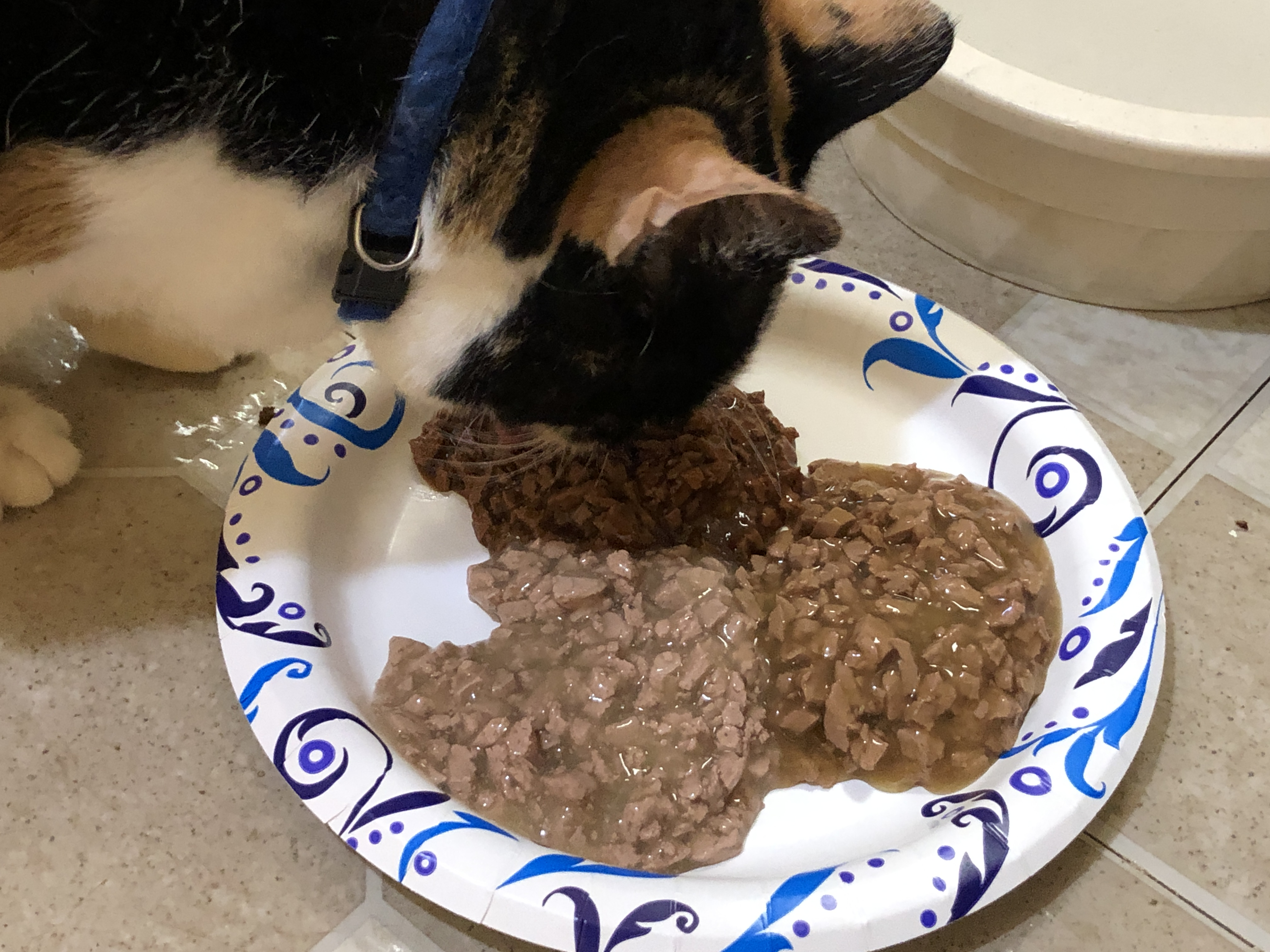
Kot jedzący mokrą karmę

## Przemysł
W 2019 światowy rynek karmy dla zwierząt domowych był wyceniany wg różnych źródeł na 87 do 97 mld USD, potencjał wzrostu do 2024 roku wyceniano na 113 mld USD, a do 2029 na 168 mld USD. W rzeczywistości już w 2024 osiągnął globalnie między 126,6 a 192,5 mld USD. Na rynku karmy dominuje pięć głównych firm, których produkty stanowią 60% całej światowej sprzedaży: Mars Incorporated, Nestlé Purina Petcare, J. M. Smucker, Hill’s Pet Nutrition (należąca do Colgate-Palmolive) i Blue Buffalo Co (należąca do General Mills). Największy udział w rynku wg gatunku zwierzęcia ma pokarm dla psów.
W 2022 Polska była 5. światowym eksporterem karmy dla psów i kotów, a polski pokarm dla psów i kotów kupowali klienci w 76 krajach.
Mięsożerne zwierzęta domowe (szczególnie koty i psy) spożywają szacunkowo jedną piątą światowego mięsa i ryb. Produkcja karmy dla zwierząt domowych ma znaczny wpływ na zmiany klimatu, użytkowanie gruntów i inne oddziaływania na środowisko. Produkcja pokarmu dla zwierząt domowych odpowiada za 20–30% oddziaływania na środowisko, wywołanego przez hodowlę zwierząt. Szacuje się, że emisje gazów cieplarnianych powiązane z produkcją suchej karmy dla psów i kotów stanowią około 1,1–2,9% światowych emisji związanych z rolnictwem, co jest wartością zbliżoną do całkowitych emisji takich krajów jak Mozambik czy Filipiny.

## Producenci i marki
Firmy, które dominują na rynku pokarmów dla zwierząt domowych to:
- Mars Incorporated – marki Pedigree, Royal Canin, Sheba, Whiskas, Eukanuba, The Goodlife Recipe, Iams, Nutro Products, Cesar
- Nestlé Purina Petcare – marki Purina, Purina Dog Chow, Purina One, Friskies, Beneful
- J. M. Smucker – marki Meow Mix, Milk Bone, Snausages
- Hill’s Pet Nutrition (Colgate-Palmolive) – marka Science Diet
- Blue Buffalo Co (General Mills)

## Karma dla psów

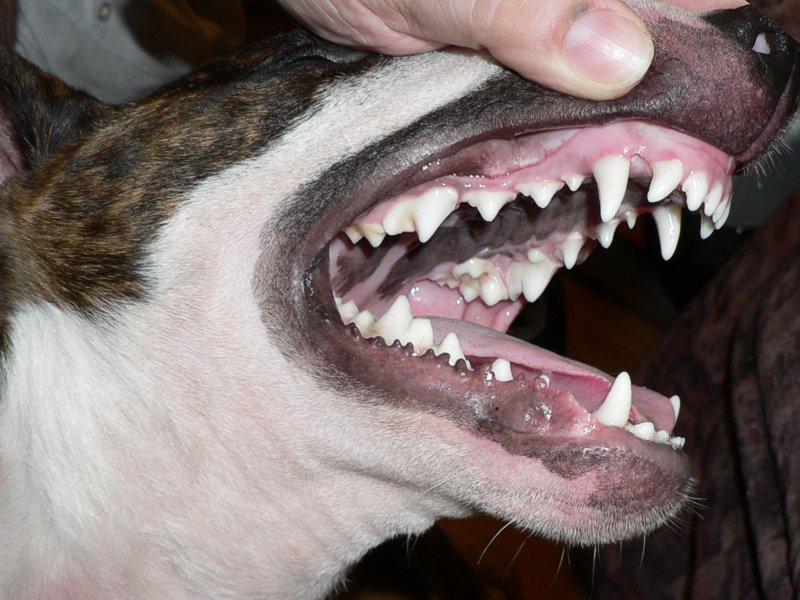
Zęby psa

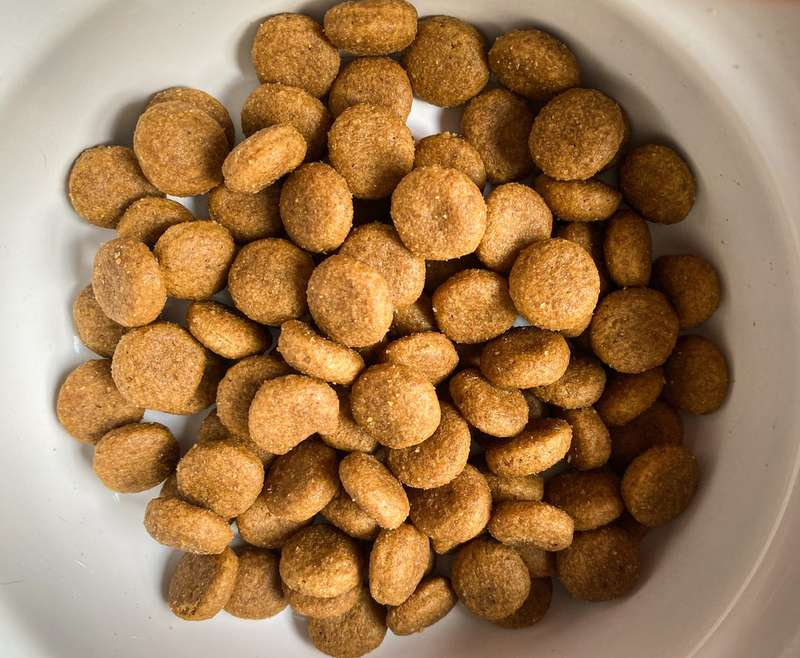
Sucha karma dla psów w granulacie

Karma dla psów to specjalnie opracowana karma przeznaczona do spożycia przez psy i spokrewnione psowate. Psy są uważane za zwierzęta wszystkożerne z tendencją do jedzenia mięsa. Mają ostre zęby i krótszy przewód pokarmowy typowy dla mięsożerców, lepiej przystosowanych do spożywania mięsa niż substancji roślinnych. Posiadają jednak także dziesięć genów odpowiedzialnych za trawienie skrobi i glukozy, a także zdolność do wytwarzania amylazy, enzymu rozkładającego węglowodany na cukry proste (czego pozbawione są zwierzęta bezwzględnie mięsożerne, takie jak koty).
Wiele komercyjnych karm dla psów jest wytwarzanych z półproduktów uznawanych przez niektóre organizacje i badania za niepotrzebne lub niepożądane. Wśród niepożądanych składników psiego pokarmu wymienia się między innymi półprodukty takie jak:
- mączka mięsno-kostna[15];
- uboczne produkty pochodzenia zwierzęcego (UPPZ, czasem w składzie karm opisywane po prostu jako „produkty pochodzenia zwierzęcego”) – pod tym terminem kryją się półprodukty pochodzenia zwierzęcego, które nie są przeznaczone do spożycia przez ludzi lub których ludzie nie spożywają: łby drobiu, szczecina, wełna i sierść zwierzęca, pióra, kopyta, osad z urządzeń z przetwórstwa mleka, jednodniowe kurczęta zabite w celach handlowych[15];
- cukry: sacharoza, fruktoza, syrop glukozowo-fruktozowy i inne[16][17].

Tańsze karmy dla psów zazwyczaj zawierają mniej mięsa, a więcej produktów ubocznych pochodzenia zwierzęcego i wypełniaczy zbożowych.

## Karma dla kotów

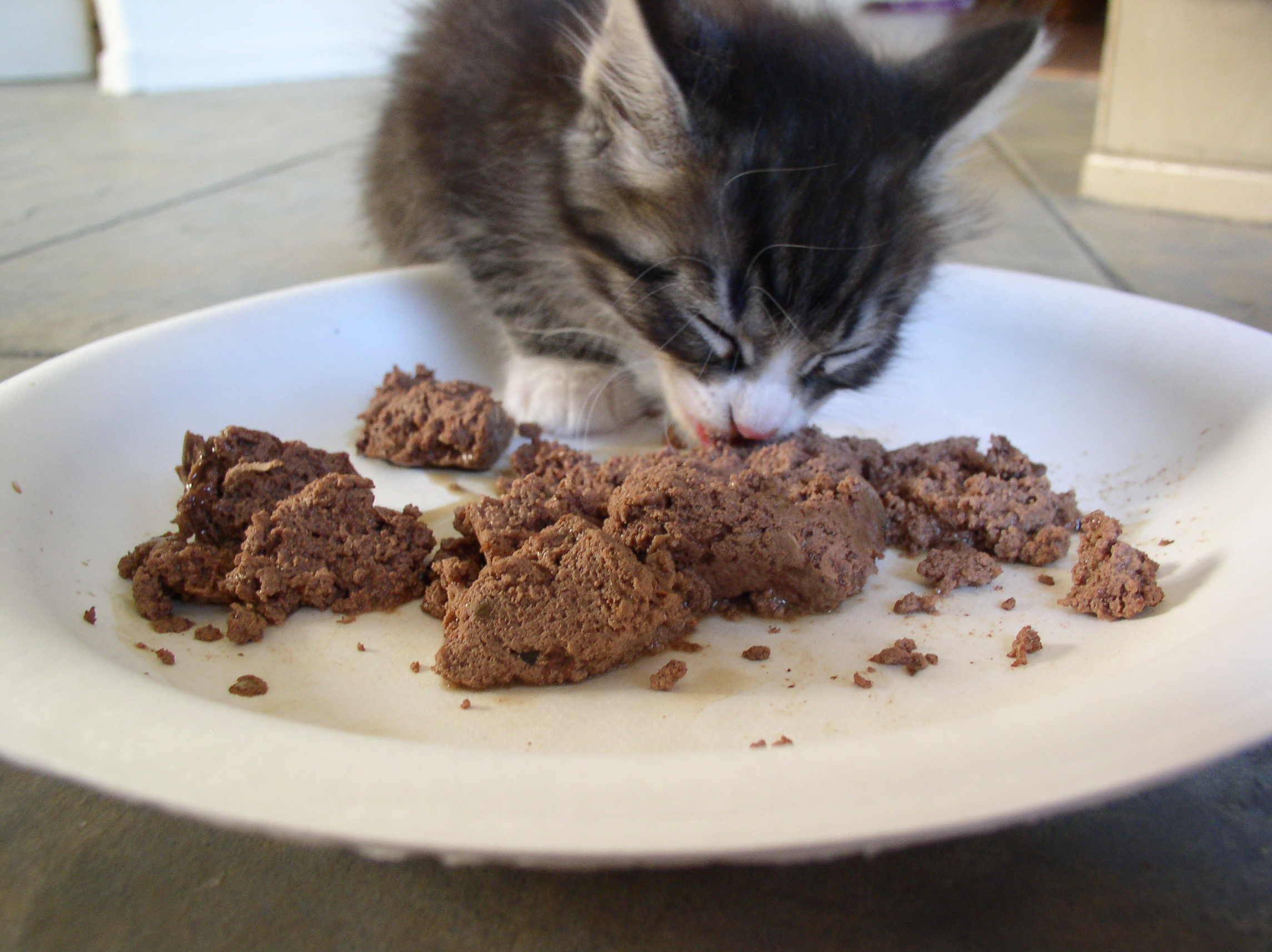
Młody kot jedzący mokrą karmę

Karma dla kotów to pokarm specjalnie opracowany do spożycia przez koty. Jako gatunek bezwzględnie mięsożerny, koty mają szczególne wymagania co do składników odżywczych w diecie. Potrzebują składników odżywczych występujących wyłącznie w mięsie, takich jak tauryna i witamina A. Niektóre składniki odżywcze (witaminy i aminokwasy) ulegają degradacji pod wpływem obróbki cieplnej i chemicznej podczas produkcji. Z tego powodu muszą zostać uzupełnione w karmie, aby uniknąć niedoborów żywieniowych.

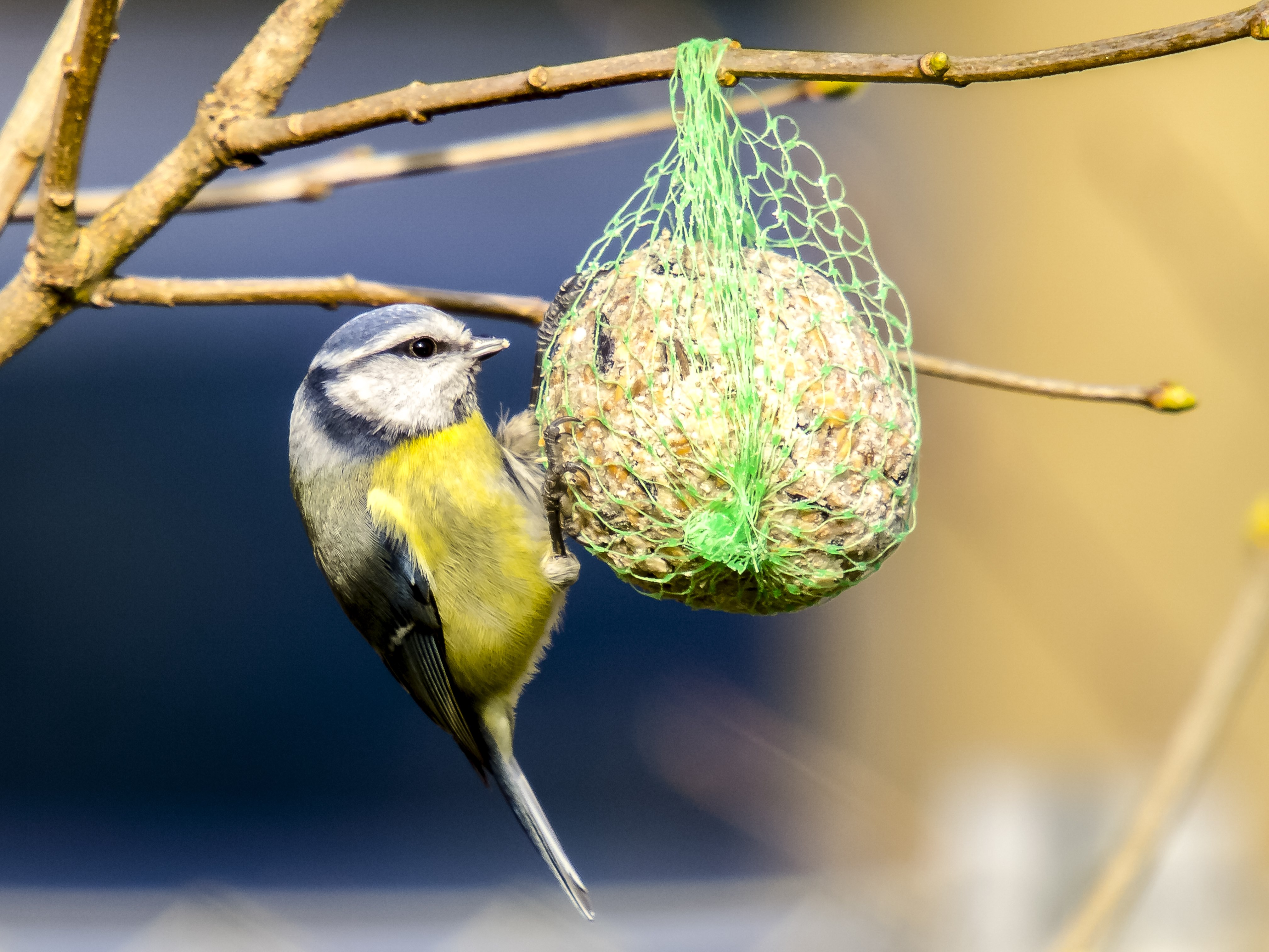
Dzika modraszka żywiąca się kulą lub pyzą z nasion

## Karma dla ptaków
Karma dla ptaków to pokarm przeznaczony do spożycia przez dzikie, hodowlane lub domowe ptaki. Zazwyczaj składa się z nasion, orzechów, suszonych owoców, mąki. Może być wzbogacony witaminami i białkami. Pokarm dla ptaków może mieć różny skład w zależności od nawyków żywieniowych (różne gatunki są z natury wszystkożerne, mięsożerne, roślinożerne, owadożerne czy nektarożerne) i kształtu dzioba danego gatunku. Kształt dzioba, który koreluje z nawykami żywieniowymi, jest ważny w określaniu, czy ptak jest w stanie rozłupać twarde nasiona i uzyskać miąższ.

## Regulacje

### Unia Europejska
W Unii Europejskiej karma dla zwierząt domowych podlega normom określonym za pośrednictwem kilku rozporządzeń:
- Rozporządzenie Parlamentu Europejskiego i Rady (WE) nr 1069/2009 z dnia 21 października 2009 r. określające przepisy sanitarne dotyczące produktów ubocznych pochodzenia zwierzęcego, nieprzeznaczonych do spożycia przez ludzi[22]
- Rozporządzenie Parlamentu Europejskiego i Rady (UE) 2023/2419 z dnia 18 października 2023 r. w sprawie znakowania ekologicznej karmy dla zwierząt domowych[23]